# 豐後荻站
豐後荻站（日语：／ Bungo-Ogi eki */?）是位於大分縣竹田市荻町馬場，九州旅客鐵道（JR九州）的豐肥本線車站。離開此站前往熊本方向的路軌會越過縣境進入熊本縣。
在2002年3月23日時間表修正中，特急「九州橫斷特急」停靠此站。

## 歷史
- 1928年（昭和3年）12月2日：豐肥本線玉來至宮地之間啟用[2]。
- 1971年（昭和46年）10月1日：結束貨物起卸業務[5]
- 1972年（昭和47年）3月1日：成為業務委託車站[5]。
- 1984年（昭和59年）11月30日：成為無人車站（簡易委託化）[4]。
- 1987年（昭和62年）4月1日：伴隨國鐵分割民營化，車站由九州旅客鐵道（JR九州）營運[6][7][8][2]。
- 1990年（平成2年）7月2日 - 發生暴雨而暫停營業（在7月16日起開始提供代行輸送服務）[2]。
- 1991年（平成3年）10月19日 - 豐肥本線全線重開[2]。
- 1993年（平成5年）5月：翻新車站大樓[9]。
- 2012年（平成24年）7月12日 - 因發生九州北部暴雨（日语：平成24年7月九州北部豪雨）使車站暫停營業（在8月20日起開始提供代行輸送服務）。
- 2013年（平成25年）8月4日 - 豐肥本線全線重開（代行輸送在前日終止服務）[10]。
- 2017年（平成29年）
  - 9月17日：受到超強颱風泰利影響，阿蘇站至中判田站之間不能通行，車站暫停營業[11][12]。
  - 9月19日：阿蘇站至豐後竹田站之間安排代行的士運送[13][14]。
  - 9月22日：阿蘇站至三重町站之間重開（阿蘇站至豐後竹田站之間的代行的士於前日終止。）[15][16]。

## 車站構造
車站是一座地面車站，設有2面2線的相對式月台，兩月台之間設有站內平交道連接。
此站是在豐肥本線內最少列車班次的區間中。下行線側設有一座較大型的車站大樓，在1993年5月由荻町花費1億2千萬日圓建造，大樓是一座鋼架造的二層高建築物。車站大樓被稱為「荻站交流館」，大樓內設有物產館和圖書室，2樓設有歷史資料展示室。在大樓玄關上設有｢荻站交流館｣｢豐後荻站｣的牌。
此站是由豐後竹田站管理的簡易委託車站。此站沒有MARS終端和POS終端機。此站只可購買近距離車票、自由席特急票、定期票和回數票。
早上6時時段設有1班列車從此站前往豐後竹田（在豐後竹田站可轉乘前往大分的列車）（豐後竹田站前往此站時為不載客列車）。而前往熊本、宮地方向的首班列車在7時37分才出發，方便了沿線通勤和上學的乘客。

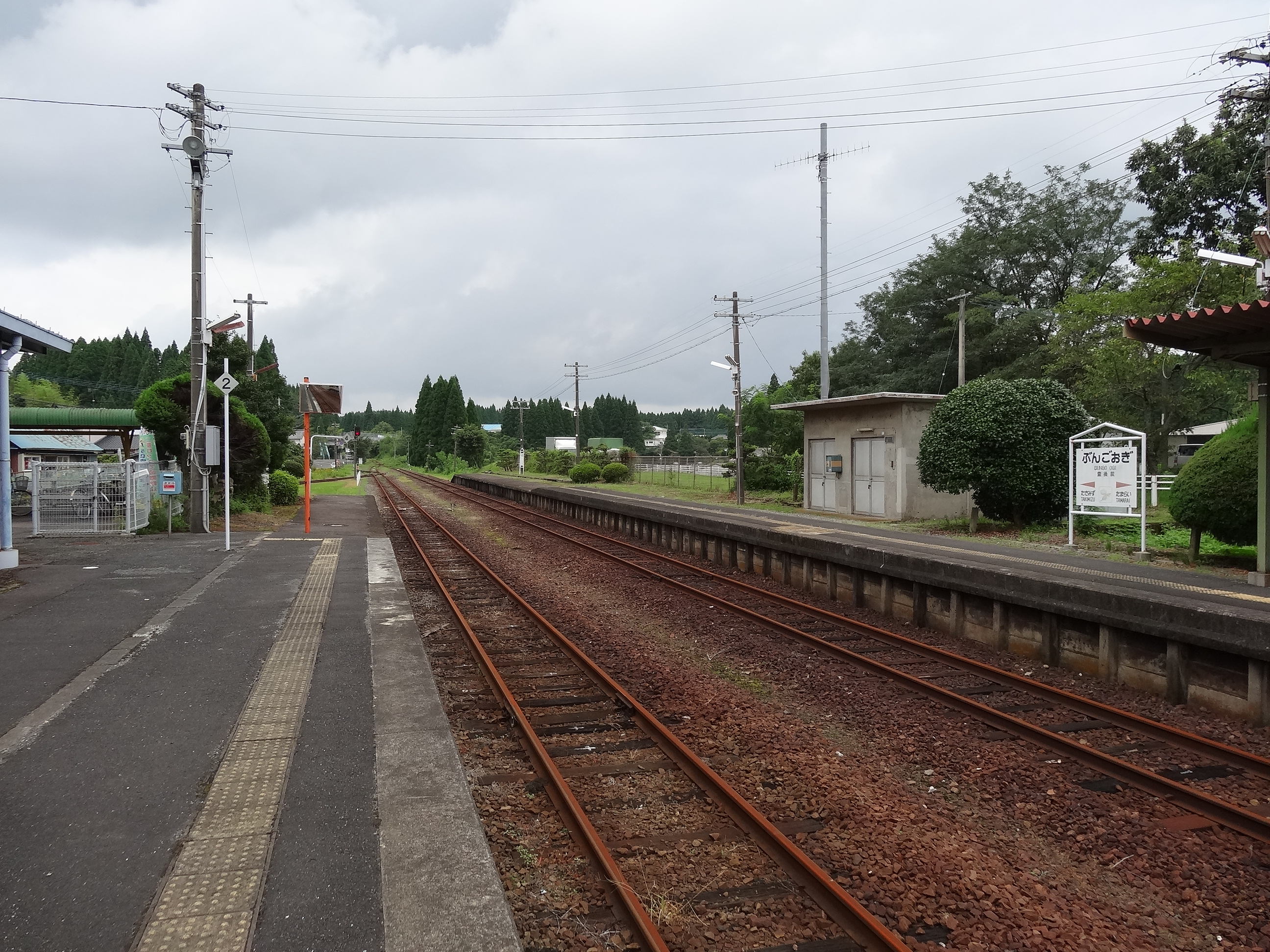
月台（熊本方向）

### 月台
| 月台 | 路線      | 上下行 | 方向               |
| ---- | --------- | ------ | ------------------ |
| 1    | ■豐肥本線 | 上行   | 宮地、熊本方向     |
| 2    | ■豐肥本線 | 下行   | 豐後竹田、大分方向 |

但是，早上從此站前往豐後竹田的列車在上行月台1號月台出發。

## 使用狀況
在2012年度，1日平均乘車人次為31人（比前年度少10人）。
| 乘車人次變化 | 乘車人次變化 |
| 年度         | 1日平均人次  |
| ------------ | ------------ |
| 2000         | 92           |
| 2001         | 94           |
| 2002         | 85           |
| 2003         | 72           |
| 2004         | 66           |
| 2005         | 45           |
| 2006         | 44           |
| 2007         | 46           |
| 2008         | 50           |
| 2009         | 49           |
| 2010         | 45           |
| 2011         | 41           |
| 2012         | 31           |

## 車站周邊

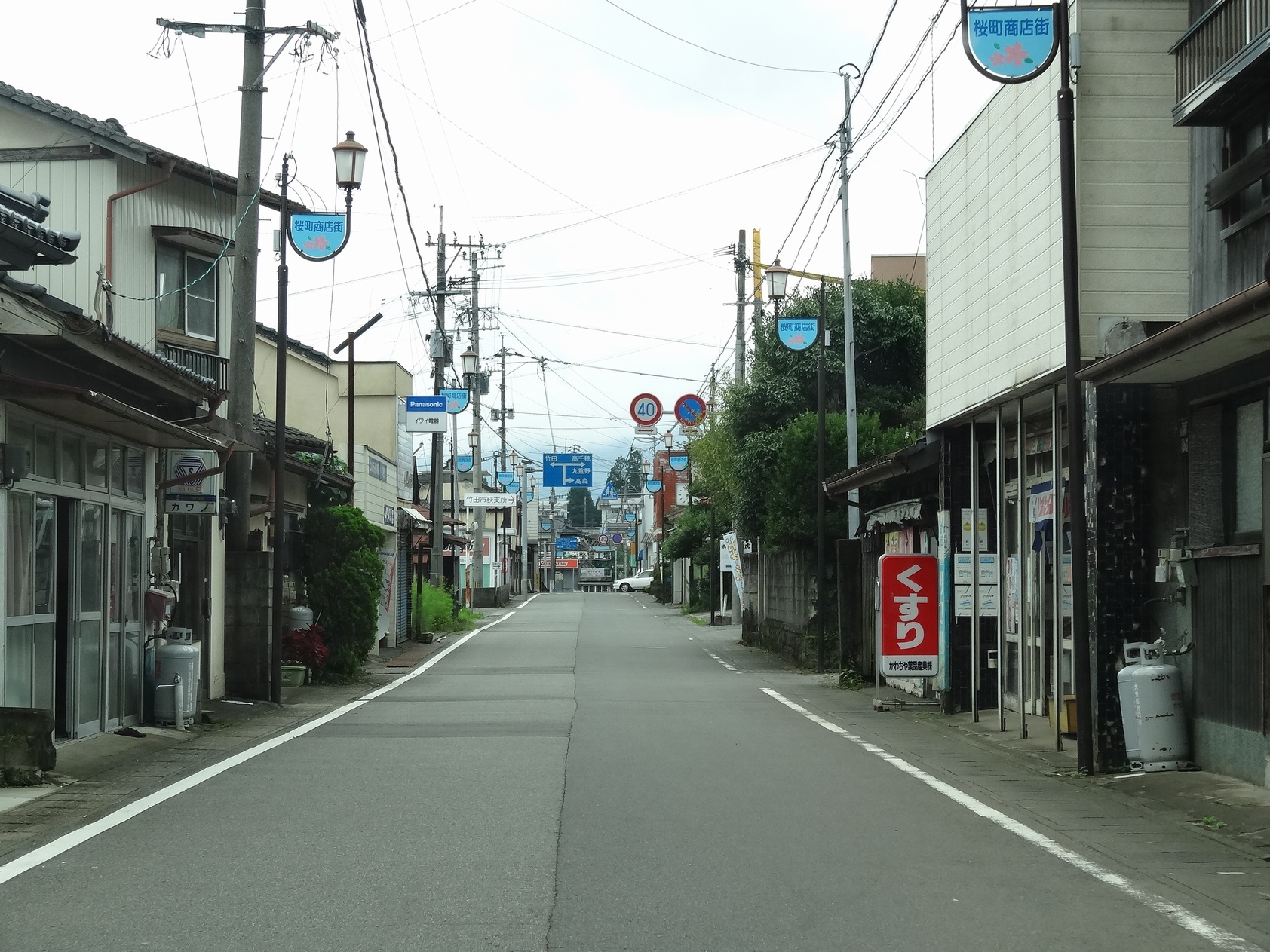
車站附近的商店街

車站周邊舊·荻町中心，設有比較大的村落。車站鄰近舊荻町公所的舊竹田市荻分所。
- 白水瀑布（日语：白水の滝 (大分県)）
- 竹田市立荻小學（日语：竹田市立荻小学校）
- 竹田市立綠丘中學（日语：竹田市立緑ヶ丘中学校）
- 竹田市荻分所
- （社會福祉法人）竹田市社會福祉協議會荻保育園
- 竹田市荻運動廣場
- 荻郵局（日语：荻郵便局）
- 荻之里溫泉（日语：荻の里温泉）
- 高鼻公園

## 巴士路線
豐後竹田市社區巴士
- 竹田市政廳～岩本～荻站線
  - 前往竹田市政廳 （平日、星期六4班，假日1班）
- 竹田市政廳～馬背野～荻站、政所線
  - 前往政所（平日上午1班）
  - 前往竹田市政廳（平日4班，星期六1班，假日暫停）

## 相鄰車站
九州旅客鐵道（JR九州）
■豐肥本線
瀧水－豐後荻－玉來

## 注腳
1. 1 2 3 4  . 週刊朝日百科. 38号 大分駅・由布院駅・田主丸駅ほか. 朝日新聞出版. 2013-05-12: 25 （日语）.
2. 1 2 3 4 5  曾根悟（監修）. 朝日新聞出版分冊百科編集部（編集） , 编. . 週刊朝日百科. 27号・豊肥本線／久大本線. 朝日新聞出版. 2010-01-24: 14–15 （日语）.
3. ↑   (PDF). 竹田市.   [2018-05-17]. （原始内容存档 (PDF)于2018-05-17） （日语）.
4. 1 2  . 大分合同新聞（朝刊、縣南豐肥） (大分合同新聞社). 1983-11-29: 9 （日语）.
5. 1 2  荘田啓介. . 大分合同新聞社. 1987-02: 314 （日语）.
6. ↑  九州鉄道百年祭実行委員会・百年史編纂部会 (编).  初版. 九州旅客鉄道. 1988: 181 （日语）.
7. ↑  『交通年鑑 昭和63年版』 交通協力會，1988年3月。
8. ↑  今村都南雄 『民営化の效果と現実NTTとJR』 中央法規出版，1997年8月。ISBN 978-4805840863
9. 1 2  . 交通新聞 (交通新聞社). 1994-09-07: 2 （日语）.
10. ↑  . 交通新聞 (交通新聞社). 2013-08-14: 2 （日语）.
11. ↑  台風18号に伴う、9月19日（火）の運転状況について　【9月19日3:30現在】PDF（日語） - 九州旅客鐵道（2017年9月19日發表，同日參閲）
12. ↑   (pdf) (新闻稿). 國土交通省. 2017-09-19  [2017-09-23]. （原始内容存档 (PDF)于2017-09-20） （日语）. 鉄道関係
13. ↑  鉄道代行輸送についてのご案内PDF（日語）-九州旅客鐵道（2017年9月19日，同日參閲）
14. ↑  . 大分合同新聞. 2017-09-19: 11（夕刊） （日语）.
15. ↑  日豊本線・豊肥本線（大分～阿蘇間）の運転計画について（お知らせ）PDF（日語）九州旅客鐵道（2017年9月22日發表，同日參閲）
16. ↑  . Response. (株式会社イード). 2017-09-22  [2017-09-23]. （原始内容存档于2017-09-23） （日语）.
17. ↑  大分縣統計年鑑

## 外部連結
- 豐後荻（車站資訊） - 九州旅客鐵道（日語）